# Гимназия Густава Адольфа
Гимна́зия Гу́става А́дольфа (эст. Gustav Adolfi Gümnaasium) — старейшая из ныне действующих в Эстонии общеобразовательных школ. Расположена в историческом районе Старый город в Таллине по адресу Суур-Клоостри, 16. Язык обучения — эстонский. Количество учеников — 1084 (2009). Основана 16 февраля 1631 года.

## История
После того, как в 1629 году Ливония перешла Шведскому королевству, шведский король Густав II Адольф распорядился о создании в завоёванных землях учебных заведений. Школу в Ревеле было решено открыть в помещениях, принадлежавших женскому монастырю Святого Михаэля. Торжественное открытие школы состоялось 6 июня 1631 года.
В 1890—1917 годы гимназия носила имя Российского императора Николая I.
В 1917—1923 годы — Ревельская (Таллинская) мужская гимназия.
В советской Эстонии называлась Таллинская средняя школа № 1.

## Известные ученики и выпускники[2]
- Томас Иоганн Зеебек (1770 — 1831) — немецкий физик
- Фёдор Иванович фон Вейссе (1792—1869) — доктор медицины, один из первых российских педиатров, главный врач первой детской больницы в России (Санкт-Петербург).
- Фердинанд Видеман (1805—1887) — лингвист, специалист по финно-угорским языкам, академик Петербургской Академии наук (1857).
- Харри Мяннил — крупный венесуэльский предприниматель эстонского происхождения, меценат и собиратель произведений искусства доколумбовой Америки.
- Юхан Партс — эстонский политик, министр экономики и коммуникаций (с 2007 года), бывший премьер-министр Эстонии (2003—2005).
- Танфильев, Гавриил Иванович (1857—1928) — русский и советский ботаник, почвовед и географ.
- Барон Роман Фёдорович фон Унгерн-Штернберг (1885—1921) — русский генерал, видный деятель Белого движения на Дальнем Востоке.
- Харди Тиидус[эст.] — артист.
- Тюлин, Юрий Николаевич (1893—1978) — советский музыковед, педагог и композитор, заслуженный деятель искусств РСФСР.
- Адо Андеркопп (1894—1941) — эстонский политический и государственный деятель, дипломат, журналист, редактор, спортсмен.
- Эндель Иннос (1932—1992) — руководитель производственного объединения «Таллэкс», лауреат Государственной премии СССР.
- Файме Юрно (род. 1951) — эстонская актриса и модель.

## Известные преподаватели
- Альфред Розенберг — государственный и политический деятель нацистской Германии, один из идеологов НСДАП, нацистский преступник.